# نمایشگاه خرید لوئیزیانا

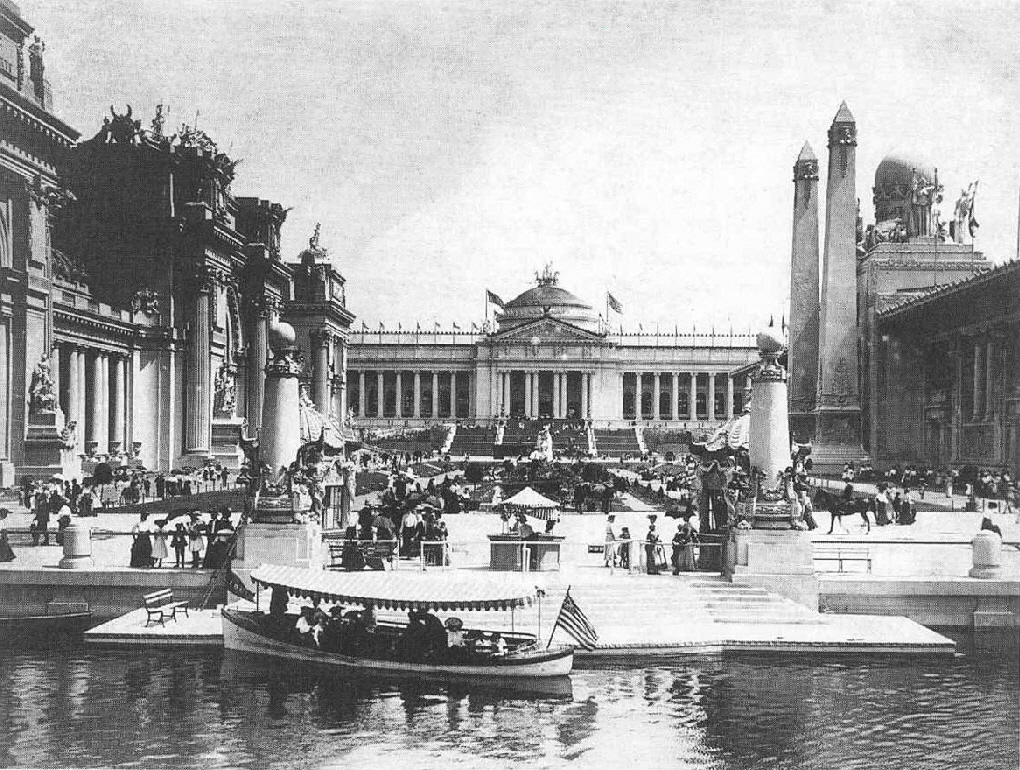
ساختمان دولتی در نمایشگاه خرید لوئیزیانا

نمایشگاه خرید لوئیزیانا یا به گونه‌ای غیررسمی نمایشگاه جهانی سنت لوئیز یک نمایشگاه بین‌المللی بود که در سال ۱۹۰۴ در سنت لوئیس میزوری برگزار شد. تاریخدانان عموماً بر برجستگی و اهمیت درون‌مایه (تم) این نمایشگاه، نژاد و امپراتوری، و نیز تأثیرهای درازمدت آن بر روشنفکران پهنه‌های تاریخ، تاریخ هنر، معماری و انسانشناسی تأکید دارند. از دید یک فرد معمولی که در نمایشگاه شرکت کرده بود، این نمایشگاه تفریحات، کالاهای مصرفی و فرهنگ مورد پسند مردم را تبلیغ کرده بود.

## نگارخانه

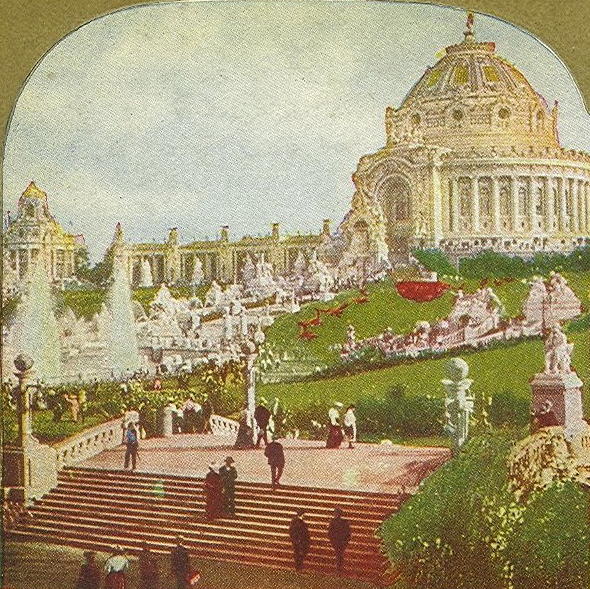
تالار جشنواره نمایشگاه
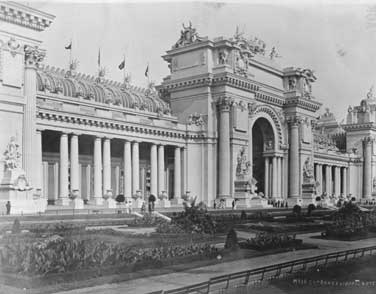
کاخ هنرهای آزاد
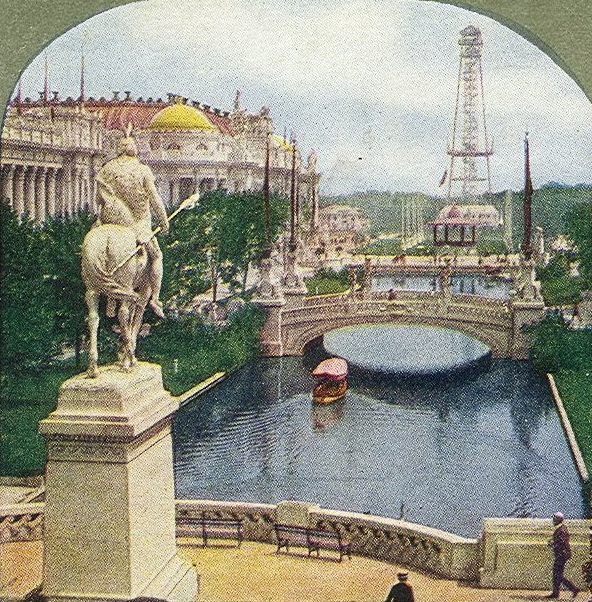
تالاب شرقی و تندیس سنت‌لوئیز، کاخ آموزش و ساخت و برج تلگراف بیسیم
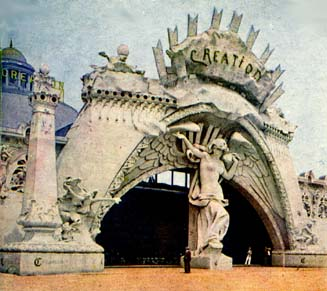
ورودی نمایشگاه آفرینش
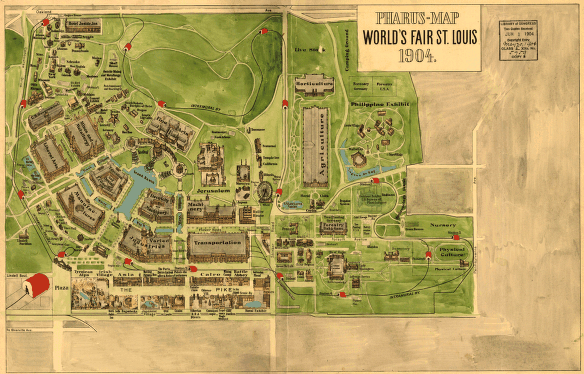
نقشه نمایشگاه